# Jeziorko (Pieniężno)
Jeziorko (deutsch Seefeld) ist ein Dorf in der polnischen Woiwodschaft Ermland-Masuren. Es gehört zur Stadt- und Landgemeinde Pieniężno (Mehlsack) im Powiat Braniewski (Kreis Braunsberg).

## Geographische Lage
Jeziorko liegt 800 Meter südwestlich des Jezioro Perkun (deutsch Seefelder See) im Nordwesten der Woiwodschaft Ermland-Masuren, 35 Kilometer südöstliche der Kreisstadt Braniewo (Braunsberg).

## Geschichte
Seefeld war ein kleines Dorf. 1874 wurde die Landgemeinde Seefeld in den neu errichteten Amtsbezirk Plauten (polnisch Pluty) im ostpreußischen Kreis Braunsberg, Regierungsbezirk Königsberg, aufgenommen, dem sie bis 1945 zugehörte.
228 Einwohner waren im Jahre 1910 in Seefeld registriert. Ihre Zahl belief sich 193 auf 192 und 1939 auf 199.
Im Jahre 1945 wurde das gesamte südliche Ostpreußen in Kriegsfolge an Polen abgetreten. In diesem Zusammenhang erhielt Seefeld die polnische Namensform „Jeziorko“ und ist heute eine Ortschaft im Verbund der Gmina Pieniężno (Stadt- und Landgemeinde Mehlsack) im Powiat Braniewski (Kreis Braunsberg), von 1975 bis 1998 der Woiwodschaft Elbląg, seither der Woiwodschaft Ermland-Masuren zugehörig. Im Jahre 2021 zählte Jeziorko 27 Einwohner.

## Religion
Bis 1945 gehörten die mehrheitlich evangelischen Einwohner Seefelds zur Pfarrkirche Mehlsack in der Kirchenprovinz Ostpreußen der Kirche der Altpreußischen Union. In Jeziorko jetzt lebende evangelische Einwohner sind der Evangelisch-Augsburgischen Kirche in Polen zugeordnet.
Die Bevölkerung Jeziorkos ist heute fast ausnahmslos römisch-katholischer Konfession. Sie ist wie schon vor 1945 nach Pluty (Plauten) im Dekanat Górowo Iławeckie (Landsberg) im Erzbistum Ermland eingepfarrt.

## Verkehr
Jeziorko liegt südlich der Woiwodschaftsstraße 512 und ist über einen Abzweig zwischen den Städten Górowo Iławeckie und Pieniężno zu erreichen. Außerdem endet eine von Glądy (Glandau) über Wopy (Woppen) herkommende Nebenstraße in Jeziorko.
Eine Bahnanbindung besteht nicht.